# 安德烈亚·焦万尼尼
安德烈亚·焦万尼尼（義大利語：Andrea Giovannini，1993年8月27日—），意大利男子速度滑冰运动员，2023年世界速度滑冰锦标赛男子集体出发赛铜牌得主、2024年世界单程距离速度滑冰锦标赛男子团体追逐赛金牌得主。